# Walter Cunningham
Ronnie Walter "Walt" Cunningham (Creston,  Iowa, 1932. március 16. – Houston, 2023. január 3.) amerikai űrhajós.

## Életpálya
1950–1951 között haditengerészeti repülőtiszt. A kaliforniai Egyetemen fizikusi képesítést, majd doktori fokozatot szerzett. Előbb az egyetemen, majd a Rand Corporation tudományos kutatóként dolgozott. 1963. október 17-től a harmadik amerikai csoportban kezdte meg az űrhajóskiképzést. 10 napot, 20 órát és 8 percet töltött a világűrben. A repülés után átkerült a Skylab-programba, ahol a legénységek kijelöléséért felelős igazgatói posztot látta el. 1971. augusztus 1-ben leszerelt a NASA űrhajóskötelékéből és az üzleti életben helyezkedett el.

## Repülések
(zárójelben a repülés időszaka)
- Apollo–7 (1968. október 11. – 1968. október 22.)

### Apollo-7
Az Apollo–7 volt az Apollo-program első emberes repülése. A legénység (Walter Schirra parancsnok, Donn Eisele, a parancsnoki modul pilótája és Walter Cunningham holdkomppilóta) 11 napos küldetést teljesített, berepülve az Apollo-kabint. Cunningham ezzel a repüléssel kiérdemelte a „holdkomp nélküli holdkomppilóta” címet, mivel a Holdraszálló egység első működőképes példánya csak 1969 tavaszán készült el.

## Írásai
1977-ben könyvet írt űrhajósélményeiről The All-American Boys (ISBN 0-7434-5849-4) címmel.